# Minh Khai, thành phố Hưng Yên
Minh Khai là một phường thuộc thành phố Hưng Yên, tỉnh Hưng Yên, Việt Nam.

## Địa lý
Phường Minh Khai có vị trí địa lý:
- Phía đông giáp phường Lê Lợi
- Phía tây giáp Sông Hồng
- Phía nam giáp phường Hồng Châu
- Phía bắc giáp phường Hiến Nam.

Phường Minh Khai có diện tích 2,16 km², dân số năm 2019 là 5.378 người, mật độ dân số đạt 2.495 người/km².

## Hành chính
Phường Minh Khai được chia thành 6 khu dân cư: Bãi Sậy, Phan Đình Phùng, Tân Thị, Bạch Đằng Giang, Nam Lê Hồng Phong, Bắc Lê Hồng Phong.

## Lịch sử
Sau năm 1975, Minh Khai là một phường thuộc thị xã Hưng Yên.
Ngày 23 tháng 9 năm 2003, Chính phủ ban hành Nghị định 108/2003/NĐ-CP về việc điều chỉnh 166,39 ha diện tích tự nhiên và 1.850 nhân khẩu của phường Hồng Châu về phường Minh Khai quản lý.
Sau khi điều chỉnh địa giới hành chính, phường Minh Khai có 223,19 ha diện tích tự nhiên và 5.411 nhân khẩu.
Ngày 19 tháng 1 năm 2009, Thủ tướng Chính phủ ban hành Nghị định 04/NĐ-CP về việc thành lập thành phố Hưng Yên thuộc tỉnh Hưng Yên. Phường Minh Khai thuộc thành phố Hưng Yên.